# 牛頭角聖鮑思高學校
牛頭角聖鮑思高學校（英語：Ngau Tau Kok St. John Bosco School），為香港一所已停辦的津貼小學，創於1968年，於2006年因辦學團體不再支持及屋邨重建而停辦。

## 歷史
此校於1968年2月以「聖鮑思高學校（牛頭角分校）」之名創立，位於牛頭角下邨（一區）、與第4座相連的「火柴盒」小學校舍，為邨內第三所開辦的小學。初時，此校僅設有上午校，並僅錄取小一及小三學生，至翌年才增設下午校；至1972年，此校才有首屆畢業生。
1976年9月起，此校連同另外兩間同系的「衛星學校」，改由慈幼會直接管理。
由於牛頭角下邨被列入整體重建計劃，而此校原訂於1998年亦須停辦及拆卸，導致生員日漸減少，加上政府推行小學全日制政策，此校於1997年將上、下午校班級合併。
雖然房屋署於1996年1月回應傳媒時，表示將於牛頭角下邨重建時保留此校。然而，由於慈幼會決定逐步停辦，加上毗鄰樓宇需於2004年清拆，此校曾擬訂於2002年停辦，並於2001年停招。最後，此校獲安排遷入同邨二區的佛教慈敬學校舊校舍，供現有學生就讀至畢業為止。
直到2006年暑假，隨著第36屆小六學生畢業，此校結束其38年的歷史，亦較原來的計劃遲四年停辦。

## 歷任校監
- 霍思德神父（1968年-？，創校校監）[12]
- 謝肇中神父[13]
- 黃建國神父[14]
- 謝家賢神父[15]（？年-2006年，末任校監）（2025年逝世）

## 歷任校長

### 上午校
- 余秉昭神父（1968年-1976年，創校校長，兼任下午校校長）（2000年逝世）[12][16]
- 許質文先生（1976年-1987年，後轉職至耀山學校）[17]
- 盧松年先生（1987年-約1990年代內，由下午校校長調任）[14]
- 黃樹基先生（約1990年代內-1997年，末任上午校校長，由下午校校長兼任，及後出任全日制校長）（2009年逝世）

### 下午校
- 余秉昭神父（1969年-1976年，創校校長，兼任上午校校長）
  - 許質文先生（1969年-1976年，為下午校主任）[12]
- 葉德霖先生（1976年-1980年代初，後轉職至荃灣天主教小學下午校）
- 盧松年先生（約1980年代初-1987年，後改任上午校校長）[17]
- 黃樹基先生（1987年-1997年，後兼任上午校及全日制校長）

### 全日
- 黃樹基先生（1997年-2003年，首任全日制校長）[15]
- 區志成先生（2003年[18]-2006年，末任全日制校長；2011年轉任慈幼葉漢千禧小學校長直至2020年退休[19]）

## 校舍
此校的第一、二代校舍均為早期型「火柴盒」小學，不計地下共設5層，設有24間課室及少量特別室。當中，第一代校舍的西側梯間與第4座相連，但不能互通，與同邨的聖道學校為全港僅有兩座與第五型徙置大廈相連的同類校舍。
第一代校舍已於2004年與牛頭角下邨（一區）其他樓宇一併拆卸，2012年重建後原地為同邨的貴亮樓；而第二代校舍亦於2006年隨學校停辦而交還，隨後於2009年封閉，翌年拆卸，原址成為福淘街。

## 著名校友
- 周世鏗（網名「大J」；1993年小三肄業）：香港YouTuber[22]

## 註解
1. ↑  除此校外，衛星學校亦包括慈幼葉漢小學及慈雲山聖鮑思高學校，以往均由天主教香港教區轉交慈幼會會士管理。